# 40 лет Октября (Дагестан)
40 лет Октября — кутан Бежтинского участка Дагестана. Входит в Бежтинский сельсовет или в Кимятлинский сельсовет.

## Географическое положение
Расположено на территории Бабаюртовского района в 10 км к северо-западу от села Бабаюрт, у железнодорожной ветке Кизляр — Карлан-Юрт, на канале Малый Кисек.
Ближайшие населённые пункты: на востоке — Люксембург, на юге — Хасанай, на северо-западе Караузек, на севере — Качалай.

## История
Образован как кутан населённых пунктов, объединённых в составе Асахского лесхоза Цунтинского района.
Кутан не имеет официального статуса населённого пункта. В 2005 году кутан был «легализован» и включен в состав Бежтинского сельсовета первой принятой редакцией закона «О статусе и границах муниципальных образований Республики Дагестан» принят Народным Собранием Республики Дагестан 28 декабря 2004 года. Но уже в 2006 году законом О внесении изменений в Закон Республики Дагестан «О статусе и границах муниципальных образований Республики Дагестан» от 30 ноября 2006 года № 60 кутан был лишен официального статуса.

## Образование
На территории кутана расположена СОШ 40 лет Октября.